# Martel (robot)
Martel var en attackrobot som togs fram gemensamt av den franska firman Matra och brittiska Hawker Siddeley. Namnet ”Martel” var en förkortning för Missile, Anti-Radiation, Television vilket syftar på de två varianterna, en signalsökande (AS.37) och en TV-styrd (AJ.168).

## Varianter

### AJ.168
TV-målsökaren utvecklades av Hawker Siddeley, huvudsakligen för att användas mot fartyg men med möjlighet att även kunna användas mot landmål. Som sjömålsrobot var den inte ändamålsenlig; Räckvidden var för kort, TV-målsökaren gick inte att använda i mörker och dåligt väder, datalänk-kapseln kunde bara styra en robot åt gången och tvingade dessutom flygplanet att stanna kvar i närheten av målet för att kunna styra roboten. I rollen som sjömålsrobot kom den därför snart att ersättas av Sea Eagle men fortsatte att användas som attackrobot mot markmål.

### AS.37
Den signalsökande varianten var mer lyckad. Signalsökaren var bredbandig och avancerad för sin tid. Jämfört med AGM-78 Standard ARM hade den bättre målsökare, längre räckvidd och kraftigare sprängladdning, men den var långsammare vilket gav målet längre tid att hinna stänga av sin sändare. Dessutom behövde frekvensområdet ställas in innan start.

## Användning
Frankrikes flygvapen använde den signalsökande varianten AJ.168 vid två tillfällen i operation Epervier under konflikten mellan Libyen och Tchad. Robotarna avfyrades av Jaguar-flygplan mot libyska luftvärnsställningar. Den 6 januari 1987 förstördes en 1S91-radar i ett Kub-batteri i Faya-Largeau och den 7 mars förstördes luftspaningsradarn vid flygbasen i Ouadi Doum.

## Bilder
| En AS.37 Martel på Yorkshire Air Museum i Elvington. |  | En AJ.168 Martel på RAF:s flygmuseum i Cosford. |
| En AS.37 Martel på Yorkshire Air Museum i Elvington. |  | En AJ.168 Martel på RAF:s flygmuseum i Cosford. |

### Webbkällor
- ”AS.37 Martel / AJ.168 Martel”. Federation of American Scientists. 21 mars 1999. Arkiverad från originalet den 6 augusti 2007. https://web.archive.org/web/20070806003205/http://www.fas.org/man/dod-101/sys/missile/row/as37.htm.
- ”AJ 168/AS 37 MARTEL”. Jane's Air Launched Weapons. Jane's Information Group. 12 september 2002. Arkiverad från originalet den 26 januari 2012. https://web.archive.org/web/20120126131619/http://articles.janes.com/articles/Janes-Air-Launched-Weapons/AJ-168-AS-37-MARTEL-International.html.